# Pimelodella enochi
Pimelodella enochi es una especie de pez de la familia Heptapteridae en el orden de los Siluriformes.

## Morfología
• Los machos pueden llegar alcanzar los 5,9 cm de
longitud total.

## Hábitat
Es un pez de agua dulce .

## Distribución geográfica
Se encuentran en Sudamérica: Brasil.